# 宾阳站
宾阳站，位于中华人民共和国广西壮族自治区南宁市宾阳县黎塘镇，是南广铁路、柳南城际铁路上的铁路车站，于2015年3月6日开通启用，由南宁局集团管辖。

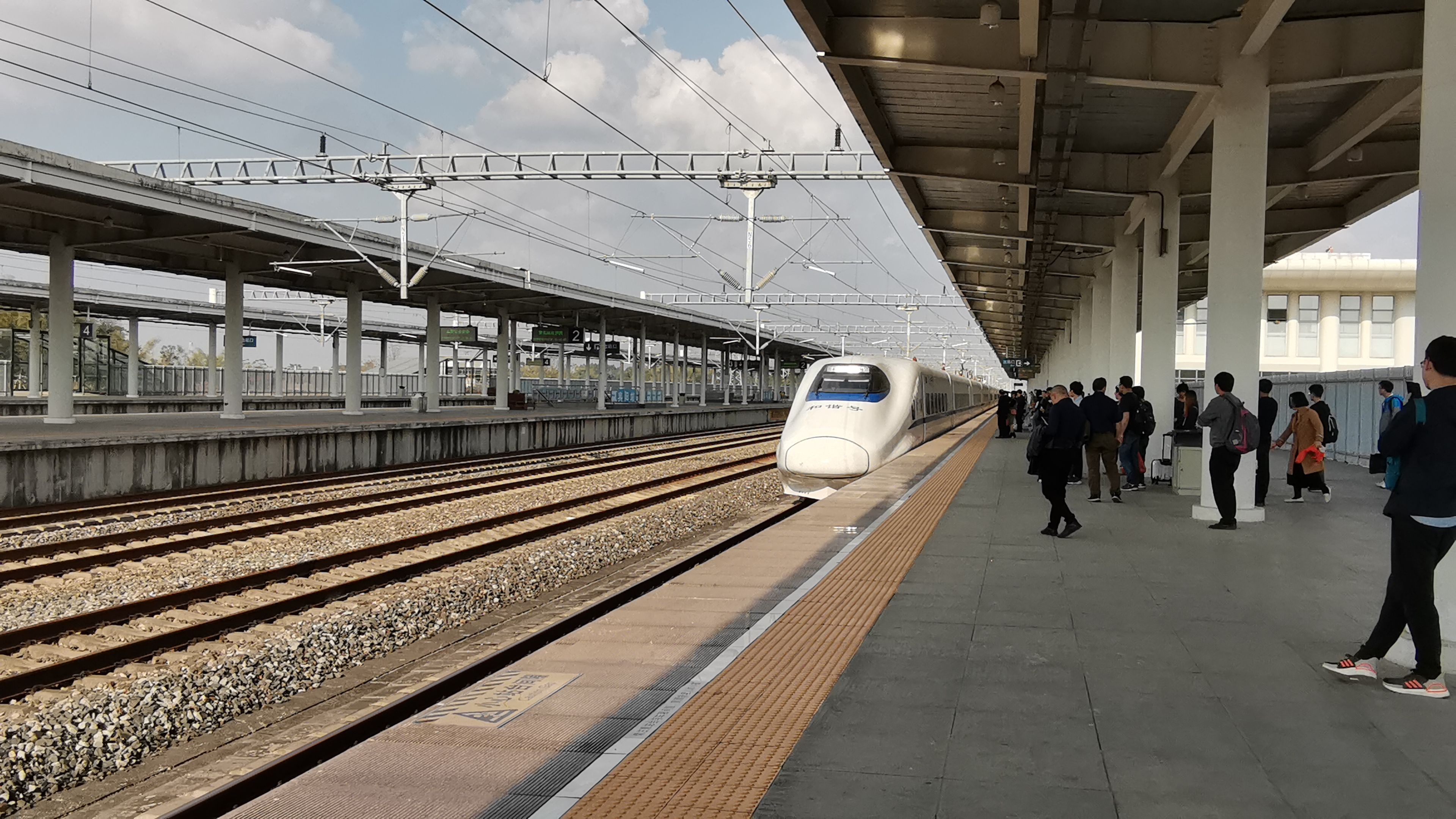
一列CRH2A动车组停靠月台

## 歷史

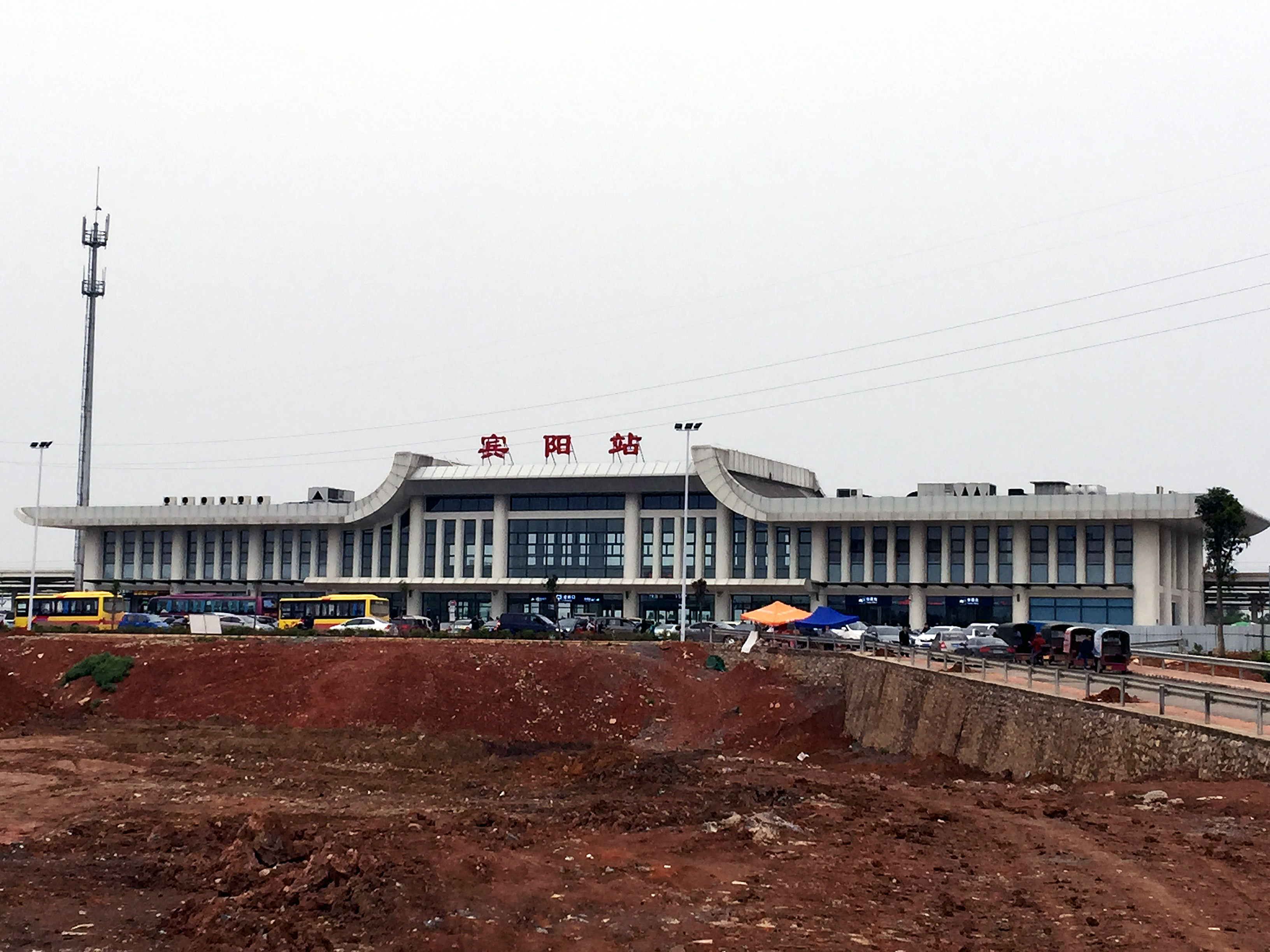
建设时期

- 2015年3月6日开通启用，本站在开通前曾名为黎塘西站，于开通前夕更名为宾阳站。

## 外部連結
- 中国铁路客户服务中心（页面存档备份，存于）